# 403-й східний козачий дивізіон (Третій Рейх)
403-й східний козачий дивізіон (нім. Ost-Reiter-Abteilung 403, рос. 403-й казачий дивизион) — військовий підрозділ колаборантів Вермахту періоду Другої світової війни, що складався з козаків.

## Історія
Дивізіон з трьох ескадронів сформували на межі липня-вересня 1942 з військовополонених козаків у таборі біля Харкова. Входив до 403-ї дивізії охорони генерала Вільгельма Руссвурма групи армій «Південь» і використовувався для боротьби з партизанами. Згодом переданий у групу армій «Дон». З лютого 1943 використовувався в бойових діях в околицях Новочеркаська і Ростова-на-Дону, де підпорядковувався 79-й піхотній дивізії. З літа дивізіон використовували над рікою Міус у складі 454-ї охоронної дивізії. Як і більшість козачих частин на початку 1944 дивізіон переправили до південної Франції, де ввели до складу 5-го добровольчого кадрового полку Добровольчої кадрової дивізії. Дивізіон посилили козаками Козачого полку особливого призначення Абвергрупи-201. На початку 1945 дивізіон розформували і козаків ввели до складу 15-го козачого кавалерійського корпусу СС.